# جزيرة ساوثهامبتون
جزيرة ساوثهامبتون (Southampton Island) (باللغة الأنكتيتوتية: شاجيلاق (Shugliaq)) هي جزيرة كبيرة في مدخل خليج هدسون (Hudson Bay) عند حوض فوكس (Foxe Basin). ونظرًا لكونها واحدة من أكبر جزر أرخبيل القطب الشمالي الكندي، تّعد جزيرة ساوثهامبتون جزءًا من منطقة كيفاليق (Kivalliq Region) في نونافوت، كندا. تبلغ مساحة الجزيرة 41,214 كم2 (15.913 ميل2) وفقًا لما ذكرته وكالة الإحصاء الكندية ستاتيستيكس كندا (Statistics Canada). وتُعد الجزيرة الرابعة والثلاثين الأكبر في العالم وتاسع أكبر جزيرة في كندا. وتُعد مستوطنة كورال هاربور هي المستوطنة الوحيدة في جزيرة سوثهامبتون (يبلغ عدد سكانها 712 712, وفقًا لـالتعداد السكاني الكندي لعام 2001)، ويُطلق عليها ساليق (Salliq) بالإنكيتوتية.
وتُعتبر جزيرة ساوثهامبتون واحدة من المناطق الكندية القليلة، والمنطقة الوحيدة في نونافوت، التي لا تتبع نظام التوقيت الصيفي.

## معلومات تاريخية
تشتهر جزيرة ساوثهامبتون من الناحية التاريخية بسكانها البائدين حاليًا، وهم سادليرميوت (Sadlermiut) (وساليرميوت (Sallirmiut)" بـللغة الأنكتيتوتية وهم سكان ساليق") الذين اعتُبِروا الأثر الأخير من تونييت (Tuniit). وقد اندثرت ثقافة الـتونييت، وهي ثقافة ما قبل إنوييت، بصورة رسمية عرقيًا وثقافيًا في عامي 03-1902 عندما تسبب مرض مُعدٍ في قتل كل سكان ساليرميوت في خلال أسابيع.
كانت أول زيارة مُسجَّلة تاريخيًا يقوم بها الأوروبيون للجزيرة في عام 1613 هي تلك التي قام بها المستكشف الـويلزي توماس بوتون (Thomas Button).
في بداية القرن العشرين، قام بإعادة إعمارها أيفيلينجميوت (Aivilingmiut) من خليج ريبالس وتشسترفيلد إنليت (Chesterfield Inlet)، وقد شجع على ذلك صائد الحيتان القبطان جورج كومير (George Comer) وآخرون. ثم وصل سكان جزيرة بافين (Baffin Island) بعد ثلاثة وعشرين عامًا. وقد أصبح جون إل (John Ell) في النهاية، الذي سافر وهو طفل صغير مع والدته شوفلي (Shoofly) في سكُّونات كومير (مراكب شراعية)، أشهر سكان جزيرة ساوثهامبتون الذين أعادوا إعمارها.
ويُعد موقع نيتيف بوينت (Native Point) الأثري الذي يقع في قلب خليج نيتيف (Native Bay) أكبر موقع لـسادلرميوت في الجزيرة.

## الجيولوجيا
إن جزيرة ساوثهامبتون بها موارد جيولوجية هامة علميًا وصناعيًا.
وبالرغم من ذلك، فلا تزال الجزيرة تفتقر إلى المعرفة التامة بها وفقًا لحكومة نونافوت.
ويُعتبر القدْر المتاح حاليًا من علوم الأرض فيما يخص منطقة ساوثهامبتون غير كافٍ لتلبية متطلبات الاستكشاف الحالية. ولم يظهر رسم التخطيط الإقليمي للصخور الجيولوجية لجزيرة ساوثهامبتون منذ عام 1969.
فلا يبدو على الخرائط الجيولوجية الموجودة سوى الاختلافات الصخرية العامة جدًا، ومجرد استنتاج بدائي جدًا للجيولوجيا السطحية الموجودة. ولا تتوفر حاليًا أية معلومات إقليمية، سطحية، جيوكيميائية، والتي تُعد ضرورية من أجل فهم الاستكشاف المحتمل للمعادن والألماس.

## معلومات جغرافية

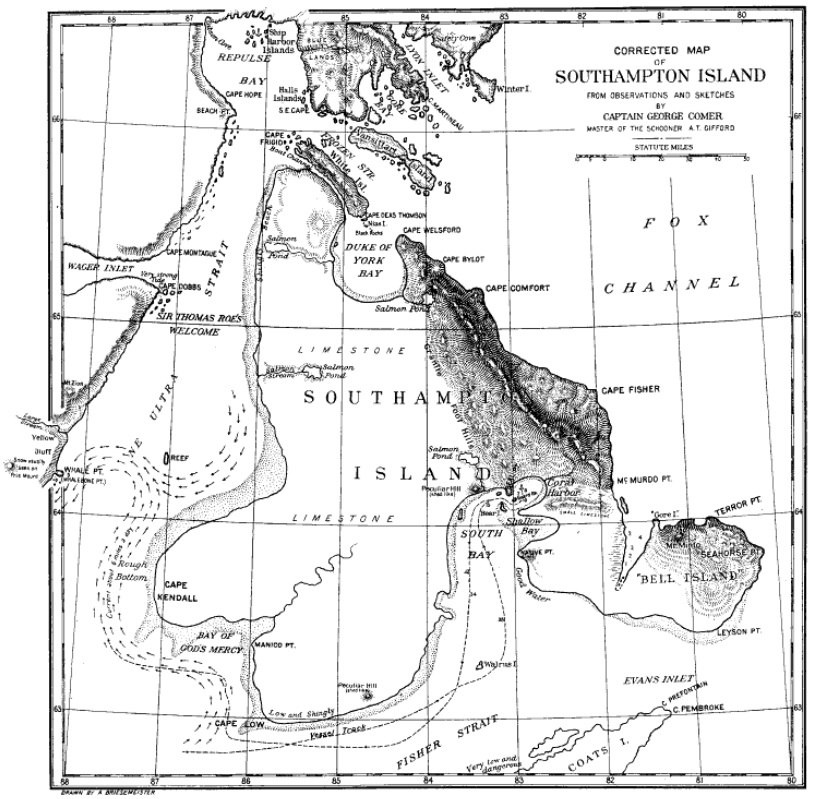
جورج كومير، خريطة ساوثهامبتون لعام 1910

يفصل مضيق فروزين (Frozen) الجزيرة عن شبه جزيرة ميلفيل (Melville). وتشمل المجاري المائية الأخرى التي تحيط بالجزيرة روز ويلكوم ساوند (Roes Welcome Sound) غربًا، وخليج جودز ميرسي (of Gods Mercy) في الجنوب الغربي، ومضيق فيشر (Fisher) في الجنوب، ومضيق إيفانز(Evans) في الجنوب الشرقي، وقناة فوكس (Foxe) في الشرق.
وتقع بحيرة هانسين (Hansine) في أقصى الشمال. وتقع شبه جزيرة بيل (Bell) في الجزء الجنوبي الغربي من الجزيرة. يُعد جبل ماثيسين (Mathiasen)، وهو أحد جبال بورسيلد (Porsild)، أعلى قمة في الجزيرة.

## الحيوانات
وتوجد محمية الخليج الشرقي للطيور المهاجرة (East Bay Migratory Bird Sanctuary) ومحمية هاري جيبونز للطيور المهاجرة (Harry Gibbons Migratory Bird Sanctuary) في الجزيرة، وهي مناطق هامة لتربية أوزة الثلج النادرة (Anser caerulescens caerulescens). يُعد الخليج الشرقي/خليج نيتيف منطقة طيور هامة.

## معرض الصور

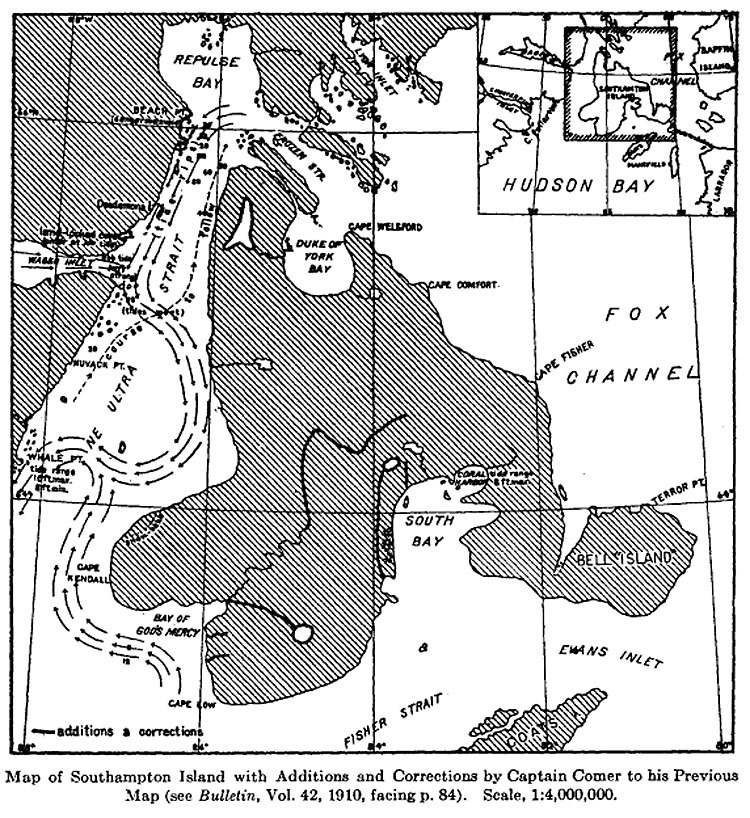
خريطة القبطان القبطان جورج كومير لساوثهامبتون لعام 1913.
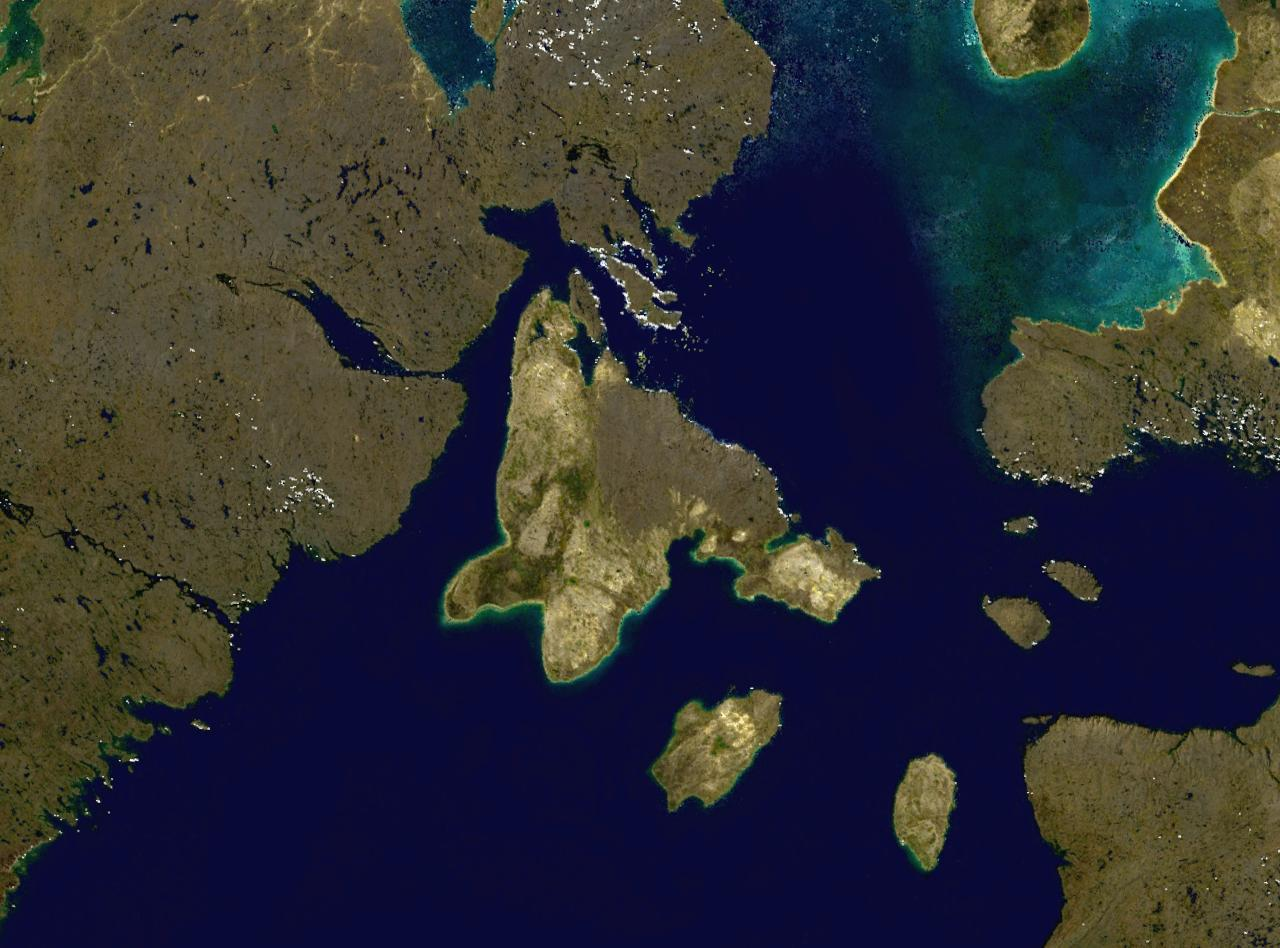
صورة مركبة لجزيرة ساوثهامبتون من القمر الصناعي

## كتابات أخرى
- Bird, J. Brian. Southampton Island. Ottawa: E. Cloutier, 1953.
- Brack, D. M. Southampton Island Area Economic Survey With Notes on Repulse Bay and Wager Bay. Ottawa: Area & Community Planning Section, Industrial Division, Dept. of Northern Affairs and National Resources, 1962.
- Mathiassen, Therkel  [لغات أخرى]‏. Contributions to the Physiography of Southampton Island. Copenhagen: Gyldendalske Boghandel, 1931.
- Parker, G. R. An Investigation of Caribou Range on Southampton Island, Northwest Territories. Ottawa: Information Canada, 1975.
- Pickavance, J. R. 2006. "The Spiders of East Bay, Southampton Island, Nunavut, Canada". Arctic. 59, no. 3: 276-282.
- Popham RE. 1953. "A Comparative Analysis of the Digital Patterns of Eskimo from Southampton Island". American Journal of Physical Anthropology. 11, no. 2: 203-13.
- Popham RE, and WD Bell. 1951. "Eskimo crania from Southampton Island". Revue Canadienne De Biologie / ̐ưedit̐ưee Par L'Universit̐ưe De Montr̐ưeal. 10, no. 5: 435-42.
- Sutton, George Miksch, and John Bonner Semple. The Exploration of Southampton Island. Pittsburgh: Carnegie Institute, 1932.
- Sutton, George Miksch. The Birds of Southampton Island. Pittsburgh: Carnegie Institute, 1932.
- VanStone, James W. The Economy and Population Shifts of the Eskimos of Southampton Island. Ottawa: Northern Co-ordination and Research Centre, Dept. of Northern Affairs and National Resources, 1959.

‌